# Asellus (Asellus) kumaensis
Asellus (Asellus) kumaensis is een pissebed uit de familie Asellidae. De wetenschappelijke naam van de soort is voor het eerst geldig gepubliceerd in 1960 door Matsumoto.